# Edwardsia californica
Espèce
Edwardsia californica est une espèce de la famille des Edwardsiidae.

## Systématique
Le nom valide complet (avec auteur) de ce taxon est Edwardsia californica (McMurrich, 1913).
L'espèce a été initialement classée dans le genre Edwardsiella sous le protonyme Edwardsiella californica McMurrich, 1913.
Edwardsia californica a pour synonyme :
- Edwardsiella californica McMurrich, 1913

## Publication originale
- McMurrich, J. P. (1913). Description of a new species of actinian of the genus Edwardsiella from southern California. Proceedings of the United States National Museum, 44(1967): 551-553